# Стийнбок
Стийнбок (Raphicerus campestris) е сравнително малък тревопасен бозайник от семейство Кухороги, подсемейство Антилопи. Обитава южните и източните части на Африка.

## Описание
Височината при холката (в областта на раменете) е 52 cm, а теглото – 11 kg. Ушите са големи и придават интересен вид на главата. Антилопите наподобяват на дребни ориби. Гърбът и късата опашка са кафяви, а коремът и между крайниците са бели. Мъжките имат къси, остри и прави рогца с дължина 7 - 19 cm. Опашката е много къса 4 - 6 cm.

## Разпространение
Видът е представен от две основни местообитания – в Източна и Южна Африка. Ареалът на вида е включвал и части от Уганда, но днес не е разпространен в тази страна.
Северната граница на южната популация започва от Атлантическото крайбрежие на Централна Ангола и се движи на запад до крайбрежието на Индийския океан на Мозамбик. В този обширен ареал е разпространена в общирни части с изключение на крайбрежието на Намибия и части от ЮАР и Лесото. Вероятно през плейстоцен ареалът им е бил по-голям и двете големи групи са били свързани.

## Начин на живот и хранене
Стийнбок са дневни териториални животни, които нормално обитават определена територия сами или като майка с малко и по-рядко в двойка, в който случай това се дължи по-скоро на срещи между отделни индивиди в припокриващи се участъци от територията или по време на периода на ухажване. Всеки индивид маркира територия като се изхожда на определени за целта места или оставя секрет отделян от специални жлези.
Местообитанията на стийнбок включват голямо разнообразие като полу-пустини, обширни равнини, плата, савани, местности обрасли с храсталаци и акациеви дървета. Наблюденията в Национален парк Крюгер показват, че видът консумира целогодишно предимно акация от вида Acacia tortilis и не показва тенденция на миграция към влажни области през сухия сезон. Това му поведение го отличава от други африкански тревопасни животни, както и някои симпатрични видове
Антилопите стийнбок се хранят основно със зелените части на растенията. Това са млади листа, филизи (млади стебла и клонки), цветове и плодове. Поради високото съдържание на влага в тях животните си осигуряват необходимата вода и не изпитват нужда да пият. През сухия сезон стийнбок ровят земята с копита в търсене на луковици, грудки и корени.

## Размножаване
Продължителността на живота им е около 7 години. Няма изразена сезонност на размножителния период. Раждат целогодишно, но обикновено пикът е от ноември до декември. Бременността продължава около 170 дни. Самката ражда по 1 малко, което кърми 2 пъти денем. Някои раждат по 2 пъти годишно. Малките сучат в продължение на 3 месеца. Женските стават полово зрели на 6 – 8 месеца, мъжките - на 9 месеца.